# De Lane Lea Studios

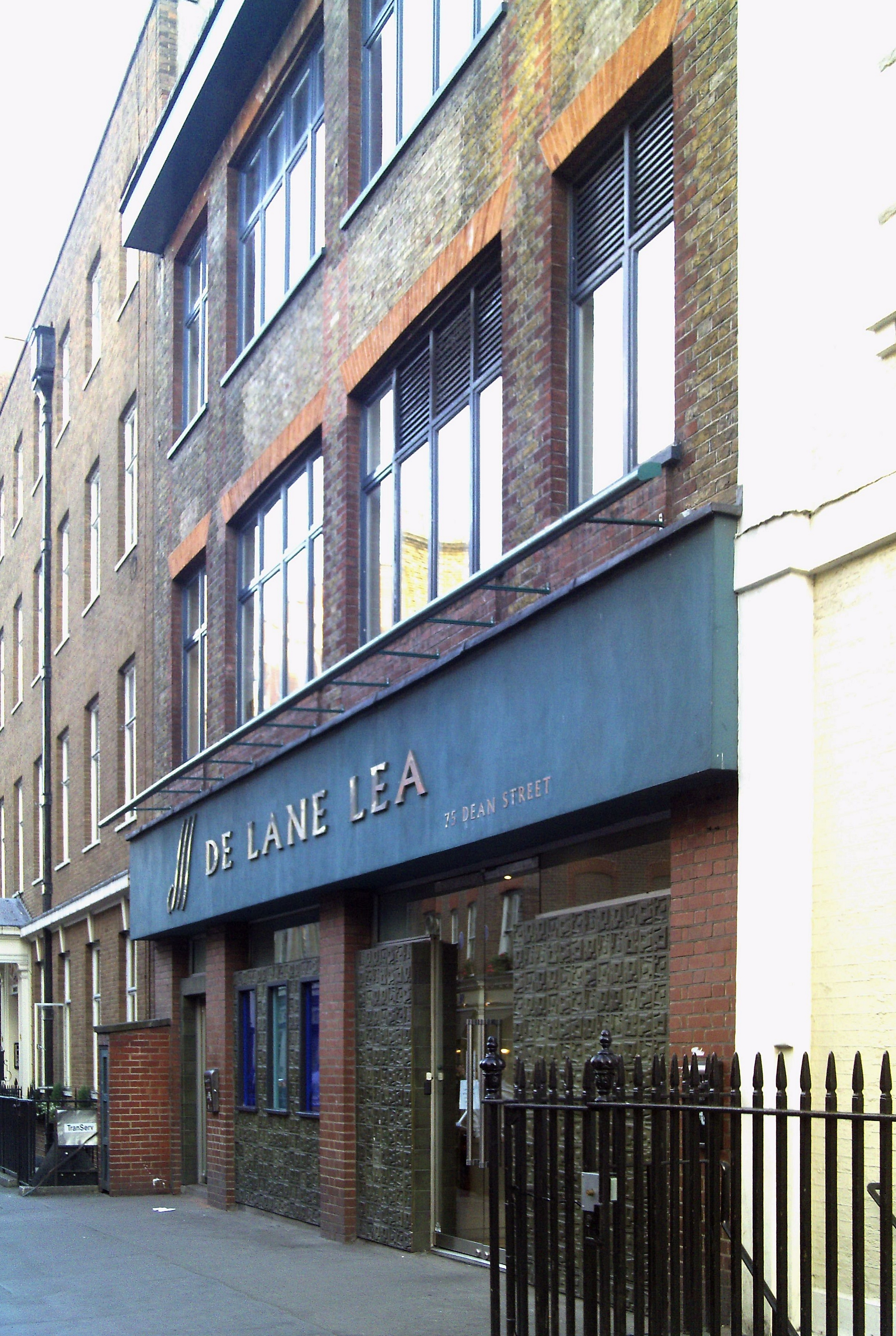
De Lane Lea Studios, 75 Dean Street, Soho

Gli Studi De Lane Lea (in inglese De Lane Lea Studios) sono degli studi di registrazione, situati a Dean Street, nel quartiere di Soho, a Londra, in Inghilterra.
Anche se storicamente la struttura è stata principalmente utilizzata per il doppiaggio di film e di programmi televisivi, alcuni grandi artisti come The Beatles, Rolling Stones, The Who, Queen, Jimi Hendrix, Pink Floyd, Electric Light Orchestra e Deep Purple hanno registrato alcune canzoni in questi studi, in particolare presso la loro ex-sede al 129 di Kingsway e di Engineers Way, Wembley, dove i Queen hanno registrato alcune demo nel 1971.
Il maggiore Jacques De Lane Lea, che lavorava presso l'intelligence francese per il governo britannico, fondò i De Lane Lea Studios nel 1947 per doppiare film inglesi in francese. Gli studios vennero modificati secondo le esigenze del mercato, con una notevole espansione in vari siti londinesi tra gli anni sessanta e settante. I De Lane Lea Studios, che comprendono 6 studi individuali, sono specializzati nel montaggio sonoro in post-produzione per il cinema e la televisione. Recentemente gli studi sono stati utilizzati per film di registi come Nick Park, Tim Burton, Mike Newell, Guillermo del Toro e Chris Weitz.